# Islam Slimani
Islam Slimani (em árabe: إسلام سليماني; Argel, 18 de junho de 1988) é um futebolista argelino que atua como atacante. Atualmente joga no KVC Westerlo, emprestado pelo CR Belouizdad.

## Clubes

### Início de carreira
Em maio de 2009, juntou-se ao CR Belouizdad do JSM Chéraga por 800 mil dinares argelinos, num contrato de dois anos. Em agosto, estreou-se pelo clube contra o MC Oran no campeonato nacional argelino. Acabou a temporada com 8 golos em 30 jogos.
No dia 17 de maio de 2011, marcou quatro golos contra o JS Kabylie, levando a sua equipa a uma impressionante vitória de 7-1. Em julho do mesmo ano, vários clubes franceses - como o Nice e Le Havre - demonstraram interesse pelo jogador; todavia este optou por estender seu contrato por mais dois anos com o Belouizdad.

### Sporting Clube de Portugal
No dia 6 de agosto de 2013, Slimani foi transferido para o Sporting CP por um valor de €300.000 conforme o comunicado oficial do Sporting Clube de Portugal à CMVM. Começou a temporada como suplente de Fredy Montero, mas na segunda metade da mesma, Slimani passou a ser titular no clube de Alvalade. No dia 20 de outubro estreou-se a marcar pelo Sporting em competições oficiais, apontando um dos golos dos Leões na goleada frente ao Alba, na 3ª eliminatória da Taça de Portugal. Slimani fez o seu primeiro golo no campeonato frente ao Marítimo, golo esse que permitiu a vitória do clube de Alvalade por 3-2. A arma secreta passou a ganhar espaço na equipa de Leonardo Jardim, passando a ser titular. Slimani marcou durante 4 jornadas consecutivas, marcando, inclusive, o golo da vitória contra o FC Porto.[carece de fontes?] Terminou a temporada com 10 golos em 30 jogos pelo clube, o que lhe valeu a convocatória para a Seleção Argelina de Futebol para o Copa do Mundo de 2014
Na segunda temporada tornou-se um jogador-chave para o clube português (marcando contra o Benfica) enquanto que no âmbito europeu, marcou seu 1º golo em competições continentais contra o Schalke 04, garantindo a vitória por 4-2 no José Alvalade. Venceu a Taça de Portugal 2014/15 com o Sporting na final contra o Braga. Nos festejos, ficou zangado com o companheiro de equipe, Marcelo Boeck, porque este o banhou com champanhe (porque é islâmico, para Slimani, o álcool é haraam, proíbido).
Na Liga NOS 2015-16 foi o autor dos dois golos no dérbi entre o Porto e o Sporting, a 2 de Janeiro de 2016, que permitiu a subida do Sporting à liderança do Campeonato. E ainda contribui com mais dois golos no segundo jogo da mesma época, que permitiu o Sporting Clube de Portugal continuar a sonhar com a conquista da Liga NOS 2015-16. Tendo ele marcado 31 golos na liga.
A 9 de Agosto de 2015, em pleno Estádio do Algarve, Islam Slimani, venceu a Supertaça Cândido de Oliveira com o Sporting Clube de Portugal frente aos eternos rivais, SL Benfica, por 0-1, golo apontado por André Carrillo aos 53 minutos.No dia 28 de agosto jogou sua última partida pela equipa, justamente contra o Porto, numa vitória por 2-1, tendo agradecido o apoio dos adeptos no final da partida. 

### Leicester City
Islam Slimani juntou-se ao Leicester City no último dia da janela de transferências, por 28 milhões de libras. Acabou por se estrear pelo clube numa partida da Champions League, jogando 62 minutos nos 3-0 contra o Club Brugge. Três dias depois, marcou dois dos 3 gols na vitória sobre o Burnley na Premier League. No dia 27 de setembro, marcou o golo da vitória sobre o Porto na Champions League, com assistência de um companheiro da seleção argelina, Riyad Mahrez.
O atacante argelino marcou golos na liga inglesa depois contra o West Bromwich, Middlesbrough. Contra o Manchester City, forneceu duas assistências: uma para Jamie Vardy e outra para Andy King na vitória por 4-2. Na véspera de Ano Novo, marcou o golo da vitória sobre o West Ham.
Após não ser utilizado em algumas vezes e lesões leves, contribuiu com mais dois gols e uma assistência, contra o Sunderland, Everton e Bournemouth, respectivamente.[carece de fontes?]
No início de 2018, foi emprestado ao Newcastle.
No dia 11 de agosto de 2018, foi emprestado por uma temporada ao clube turco Fenerbahçe. No dia 1º de setembro, marcou o único gol de sua passagem pelo clube.
Um ano depois, foi emprestado ao Monaco. Apesar de nove gols assinalados e sete assistências, o clube optou por não contratá-lo em definitivo e uma das razões foi o avanço da epidemia do Covid.

### Lyon
Foi contratado pelo Lyon em 13 de janeiro de 2021. Fez gol contra o Ajaccio na vitória de 5-1 e depois na derrota de 4-2 contra o Paris Saint Germain. No dia 1º de fevereiro de 2022, encerrou em mútuo acordo, seu contrato com o clube.

### Sporting (retorno)
Slimani decide retornar ao clube português, logo após a rescisão de contrato com seu clube anterior. Alguns dias depois, entra como substituto na partida em que sua equipe vence o Famalicão. O primeiro gol pela camisa leonina se daria no dia 26 de fevereiro, no empate frustrante contra o Marítimo.

### Coritiba
No dia 22 de agosto de 2023 o atacante foi contratado pelo clube brasileiro Coritiba. O argelino era o grande nome da SAF e enfim após quase dois meses em negociações tudo foi acordado e selado. Sua estreia aconteceu contra o Bahia na derrota de 4 a 2. Slimani deu uma assistência no jogo para o gol do meio-campista Andrey. Ele esteve presente na derrota de 5 a 1 contra o Vasco da Gama. Seu primeiro gol saiu contra o São Paulo na derrota de 2 a 1. Sua primeira vitória com o time paranaense aconteceu contra o rival Athletico Paranaense, vencendo de 2 a 0, onde o mesmo marcou um gol.Após isso, marcou o gol da virada contra o Atlético Mineiro, somando 2 a 1 no placar e tirando o clube da última posição.  Porém, rodadas depois, após uma derrota por 2 a 1 contra o Fluminense, o Coritiba foi rebaixado para a Série B de 2024. Em 31 de janeiro de 2024, após a eliminação precoce da Argélia no Campeonato Africano das Nações, Slimani recusou-se a se reapresentar no Coritiba, o que levou o clube a rescindir o contrato que tinha até o fim de 2024.

## Seleção Nacional
Slimani fez estreia a sua internacional pela seleção argelina em 2013. Já atuou em 49 partidas internacionais e marcou 25 golos.
A sua participação no Campeonato do Mundo de Futebol de 2014 foi marcada por 2 golos, um deles marcado no jogo entre a Argélia e Coreia do Sul, jogo vencido pelos argelinos por 4-2, e o outro contra a Rússia, num jogo que terminou empatado (mas foi decisivo para fazer com que a Argélia passasse para os oitavos de final, já que precisava apenas de um empate). Porém, nesta fase da competição, perdeu para a Alemanha (qual viria a ganhar o título posteriormente).
Slimani só fez, entretanto, mais um golo pela sua seleção, desta vez no Campeonato Africano das Nações (o golo final na vitória por 3-1 sobre a África do Sul, em 2015).

## Títulos
Sporting
- Taça de Portugal: 2014–15
- Supertaça de Portugal: 2015
- Troféu Cinco Violinos: 2015 e 2016

Argélia
- Taça Das Nações Africanas: 2019